# Brendan Sexton III
Brendan Eugene Sexton III (Staten Island, 21 de febrero de 1980) es un actor estadounidense, reconocido por su participación en las películas Empire Records, Boys Don't Cry, Black Hawk Down, The Runaways, Three Billboards Outside Ebbing, Missouri y El Camino: A Breaking Bad Movie, y en la serie de televisión Russian Doll.

## Filmografía

### Cine
| Año  | Título                                    | Papel             | Notas     |
| ---- | ----------------------------------------- | ----------------- | --------- |
| 1995 | Welcome to the Dollhouse                  | Brandon McCarthy  |           |
| 1995 | Empire Records                            | Warren Beatty     |           |
| 1996 | Boom                                      |                   |           |
| 1997 | The Devil & the Angel                     |                   |           |
| 1997 | Arresting Gena                            | Soldado           |           |
| 1997 | Hurricane Streets                         | Marcus Frederick  |           |
| 1997 | A, B, C... Manhattan                      | Bob               |           |
| 1998 | Myth America                              |                   |           |
| 1998 | Spark                                     | Mooney            |           |
| 1998 | Pecker                                    | Matt              |           |
| 1998 | Desert Blue                               | Blue Baxter       |           |
| 1999 | Boys Don't Cry                            | Tom Nissen        |           |
| 2000 | Muse 6                                    | Dez               |           |
| 2000 | Herschel Hopper: New York Rabbit          | Él mismo          |           |
| 2001 | Session 9                                 | Jeff              |           |
| 2001 | Black Hawk Down                           | Kowalewski        |           |
| 2003 | The Finkel Files                          | Eli               |           |
| 2003 | It Was Always Me                          | Dylan             |           |
| 2003 | Footsteps                                 | Douglas Denenburg | Telefilme |
| 2004 | Winter Solstice                           | Robbie            |           |
| 2005 | This Revolution                           | Daniel Symptom    |           |
| 2005 | Love, Ludlow                              | Ludlow            |           |
| 2005 | Hide and Seek                             | Store Clerk       |           |
| 2006 | Just Like the Son                         | Grant Bills       |           |
| 2006 | Little Fugitive                           | Frank             |           |
| 2007 | Si j'étais toi                            | Ethan             |           |
| 2007 | Neal Cassady                              | Little Big        |           |
| 2007 | The Girl In The Park                      | Stuart            |           |
| 2008 | Let Them Chirp Awhile                     | Scott             |           |
| 2008 | The Marconi Bros.                         | Anthony           |           |
| 2008 | Bohica                                    | Fish              |           |
| 2008 | Family Man                                |                   |           |
| 2009 | Winter of Frozen Dreams                   | Jerry Davies      |           |
| 2009 | Pornstar                                  | William           |           |
| 2009 | Everybody's Fine                          | Mugger            |           |
| 2010 | The Runaways                              | Dereck            |           |
| 2010 | The Truth                                 | Gabriel Doyle     |           |
| 2013 | The Odd Way Home                          | Dave              |           |
| 2013 | 7E                                        | Clyde             |           |
| 2014 | Glass Chin                                | Jimmy Musial      |           |
| 2014 | 10 Cent Pistol                            | Donny             |           |
| 2014 | Beautiful Girl                            | William           |           |
| 2015 | Welcome to Happiness                      | Nyles             |           |
| 2015 | Addiction: A 60's Love Story              | Jay               |           |
| 2015 | Dark                                      | John              |           |
| 2015 | Juke Box Hero                             | Allan             |           |
| 2016 | A Trip at a Wedding                       | Greg              |           |
| 2017 | Three Billboards Outside Ebbing, Missouri |                   |           |
| 2017 | New Money                                 | Steve Purdy       |           |
| 2019 | El Camino: A Breaking Bad Movie           | Kyle              |           |
| 2021 | Don't Breathe 2                           | Raylan            |           |

### Televisión
| Año       | Título       | Papel       | Notas          |
| --------- | ------------ | ----------- | -------------- |
| 2011–2012 | The Killing  | Belko Royce | 15 episodios   |
| 2019      | Russian Doll | Horse       | Rol recurrente |